# 1965年の日本公開映画
- 映画 > 映画の一覧 > 年度別日本公開映画 > 1965年の日本公開映画
- 映画 > 1965年の映画 > 1965年の日本公開映画

1965年の日本公開映画（1965ねんのにほんこうかいえいが）では、1965年（昭和40年）1月1日から同年12月31日までに日本で商業公開された映画の一覧を記載。作品名の右の丸括弧内は製作国を示す。
記載の凡例については年度別日本公開映画#凡例を参照

## 作品一覧

### 1月
- 3日
  - 顔役 （ 日本）
  - 侍 （ 日本）
  - 社長忍法帖 （ 日本）
  - 大根と人参 （ 日本）
  - 涙にさよならを （ 日本）
- 13日
  - ごろつき犬 （ 日本）
  - 眠狂四郎炎情剣 （ 日本）
- 15日
  - 飢餓海峡 （ 日本）
  - 喜劇 駅前医院 （ 日本）
  - 三匹荒野を行く （ アメリカ合衆国）
  - 勇者のみ （ 日本 /  アメリカ合衆国）
- 23日
  - 花実のない森 （ 日本）
- 27日
  - 最後の海底巨獣 （ アメリカ合衆国）
- 31日
  - 続・社長忍法帖 （ 日本）
  - 波影 （ 日本）

### 2月
- 11日
  - ガンファイトへの招待 （ アメリカ合衆国）
- 13日
  - 黒い猫 （ 日本）
  - 拳銃野郎 （ 日本）
  - 投げたダイスが明日を呼ぶ （ 日本）
  - バラケツ勝負 （ 日本）
- 20日
  - 女めくら物語 （ 日本）
  - 赤い手裏剣 （ 日本）
- 25日
  - いれずみ判官 （ 日本）
  - 忍法忠臣蔵 （ 日本）

### 3月
- 4日
  - 36時間 （ アメリカ合衆国）
- 6日
  - あばれ騎士道 （ 日本）
  - 城取り （ 日本）
- 13日
  - 底抜け00の男 （ アメリカ合衆国）
  - 女房の殺し方教えます （ アメリカ合衆国）
  - 兵隊やくざ （ 日本）
  - 若親分 （ 日本）
- 20日
  - 狼少年ケン おく病なライオン （ 日本）
  - ガリバーの宇宙旅行 （ 日本）
  - 少年忍者風のフジ丸 まぼろし魔術団 （ 日本）
  - 東京オリンピック （ 日本）
  - フロリダ万才 （ アメリカ合衆国）

### 4月
- 1日
  - 007/ゴールドフィンガー （ イギリス /  アメリカ合衆国）
- 3日
  - 赤ひげ （ 日本）
  - 男の紋章 喧嘩街道 （ 日本）
  - さすらいは俺の運命 （ 日本）
  - 座頭市二段斬り （ 日本）
- 10日
  - 大爆走 ( イタリア)
  - 冷飯とおさんとちゃん （ 日本）
- 17日
  - ダンディー少佐 （ アメリカ合衆国）
- 18日
  - サタンバグ （ アメリカ合衆国）
- 21日
  - 地球は壊滅する （ アメリカ合衆国）
- 27日
  - 頭上の脅威 （ フランス /  イタリア）
  - 野望の系列 （ アメリカ合衆国）

### 5月
- 1日
  - 悪名幟 （ 日本）
  - 眠狂四郎魔性剣 （ 日本）
- 11日
  - 柔らかい肌 （ フランス）
- 22日
  - 股旅 三人やくざ （ 日本）
- 25日
  - ダイナミック作戦 （ イギリス）
- 26日
  - 日本列島 （ 日本）
  - 夜明けのうた （ 日本）
- 27日
  - 黄金の男（ フランス /  イタリア /  スペイン）
- 28日
  - 霧の旗 （ 日本）
  - クレイジー・ジャンボリー （ アメリカ合衆国）
  - ぜったい多数 （ 日本）
- 29日
  - 姿三四郎 （ 日本）
  - 日本一のゴマすり男 （ 日本）

### 6月
- 1日
  - 壁の中の秘事 （ 日本）
- 8日
  - 長く熱い夜 （ アメリカ合衆国）
- 9日
  - 黒い雪 （ 日本）
- 12日
  - 忍びの者 伊賀屋敷 （ 日本）
  - 狸穴町0番地 （ 日本）
- 25日
  - 清作の妻 （ 日本）
  - 復讐の牙 （ 日本）
- 26日
  - サウンド・オブ・ミュージック （ アメリカ合衆国）
- 29日
  - シェナンドー河 （ アメリカ合衆国）

### 7月
- 3日
  - 炎の女 （ イギリス）
- 4日
  - 喜劇 駅前金融 （ 日本）
  - 太平洋奇跡の作戦 キスカ （ 日本）
- 10日
  - 異聞猿飛佐助 （ 日本）
- 14日
  - 青春とはなんだ （ 日本）
  - 青春のお通り （ 日本）
- 22日
  - ジンギス・カン （ イギリス /  西ドイツ /  ユーゴスラビア /  アメリカ合衆国）
- 24日
  - 危険な道 （ アメリカ合衆国）
  - まんが大行進 （ 日本）
    - 宇宙パトロールホッパ
    - スーパージェッター
    - 宇宙少年ソラン
    - 狼少年ケン　誇りたかきゴリラ
    - 少年忍者風のフジ丸　大猿退治
- 25日
  - 狸の大将 （ 日本）
  - 四谷怪談 （ 日本）

### 8月
- 4日
  - 黒い賭博師（ 日本）
- 7日
  - あの娘と僕（ 日本）
  - 若いしぶき（ 日本）
- 8日
  - 海の若大将 （ 日本）
  - フランケンシュタイン対地底怪獣 （ 日本）
- 10日
  - 嬲る （ 日本）
- 12日
  - 日本侠客伝 関東篇 （ 日本）
- 14日
  - 明日は咲こう花咲こう （ 日本）
  - いかすぜ!この恋 （ アメリカ合衆国）
  - 恋するパリジェンヌ （ アメリカ合衆国）
  - 続・兵隊やくざ （ 日本）
  - 星と俺とできめたんだ （ 日本）
  - 若親分出獄 （ 日本）
- 25日
  - 悪太郎伝 悪い星の下でも （ 日本）
  - 戦場にながれる歌 （ 日本）
  - 大日本殺し屋伝 （ 日本）
  - 香港の白い薔薇 （ 日本/ 台湾/ イギリス領香港）

### 9月
- 4日
  - あゝ零戦 （ 日本）
  - 偉大な生涯の物語 （ アメリカ合衆国）
  - 栄光の野郎ども （ アメリカ合衆国）
  - 三匹の野良犬 （ 日本）
  - スパイ （ 日本）
  - 潜行 （ イギリス）
  - 秩父水滸伝 必殺剣 （ 日本）
- 5日
  - けものみち （ 日本）
- 15日
  - モリツリ/南太平洋爆破作戦 （ アメリカ合衆国）
- 18日
  - 座頭市逆手斬り （ 日本）
  - 新鞍馬天狗 （ 日本）
- 21日
  - 妾の子 （ 日本）
- 26日
  - 8 1/2 （ イタリア）
- 28日
  - ショック集団（ アメリカ合衆国）[1]

### 10月
- 1日
  - エルダー兄弟 ( アメリカ合衆国)
  - 昭和残侠伝 （ 日本）
  - ロード・ジム ( イギリス)
- 8日
  - 男の紋章 俺は斬る （ 日本）
  - 黒い賭博師 ダイスで殺せ （ 日本）
- 9日
  - 赤い砂漠 （ イタリア /  フランス）
  - 素晴らしきヒコーキ野郎 （ イギリス）
- 12日
  - 紅壺（ 日本）
- 16日
  - 剣鬼（ 日本）
  - 掏摸（ 日本）
- 23日
  - 国際諜報局 （ イギリス）
- 27日
  - 悪名無敵（ 日本）
  - 学生仁義（ 日本）
- 30日
  - 革命の河 ( イタリア)
  - 喜劇 駅前大学 （ 日本）
  - シンシナティ・キッド ( アメリカ合衆国)
  - 大冒険 （ 日本）
  - 父と娘の歌（ 日本）
  - ぼくはどうして涙がでるの（ 日本）

### 11月
- 9日
  - サンタ・バルバラの誓い （ ブラジル）
- 13日
  - 刺青一代 （ 日本）
  - ヘルプ!4人はアイドル （ イギリス /  アメリカ合衆国）
- 16日
  - 夜霧のしのび逢い （ ギリシャ）
- 20日
  - 花と龍 （ 日本）
  - 流れ者仁義 （ 日本）
- 21日
  - あんま太平記 （ 日本）
- 23日
  - 水で書かれた物語 （ 日本）
- 27日
  - 新・鞍馬天狗 五条坂の決闘 （ 日本）
  - 大怪獣ガメラ （ 日本）
- 30日
  - 鬼戦車T-34 （ ソビエト連邦）

### 12月
- 4日
  - 高原のお嬢さん（ 日本）
- 5日
  - 100発100中 （ 日本）
  - 馬鹿と鋏 （ 日本）
- 10日
  - メリー・ポピンズ （ アメリカ合衆国）
- 11日
  - 007/サンダーボール作戦 （ イギリス /  アメリカ合衆国）
- 15日
  - テラー博士の恐怖 （ イギリス）
- 18日
  - 殴り込み関東政 （ 日本）
  - 何かいいことないか子猫チャン （ イギリス /  フランス /  アメリカ合衆国）
  - マカオの竜 （ 日本）
- 19日
  - エレキの若大将 （ 日本）
  - 怪獣大戦争 （ 日本）
- 24日
  - 座頭市地獄旅 （ 日本）
- 25日
  - グレートレース （ アメリカ合衆国）
  - ハレム万才 （ アメリカ合衆国）
  - まんが大行進 （ 日本）
    - わんわん忠臣蔵
    - 狼少年ケン 地底の女王
    - オバケのQ太郎 台風がくるぞの巻
- 29日
  - 赤い谷間の決斗 （ 日本）
  - 四つの恋の物語 （ 日本）